# Anastasija Nazarienko
Anastasija Konstantinowna Nazarienko, ros. Анастасия Константиновна Назаренко (ur. 17 stycznia 1993 w Królewcu) – rosyjska gimnastyczka artystyczna, złota medalistka olimpijska, 3-krotna mistrzyni świata i Europy.

## Ordery i odznaczenia
- Order Przyjaźni (13 sierpnia 2012) – za wielki wkład w rozwój kultury fizycznej i sportu, wysokie osiągnięcia sportowe na zawodach XXX Olimpiady 2012 roku w mieście Londynie (Wielka Brytania)[2]